# Termo
|  | Aquest article tracta sobre la localitat californiana. Si cerqueu el vas per mantenir la temperatura dels líquids, vegeu «termos». |

Termo - també Snowstorm i Armstrong - és un poble fantasma al comtat de Lassen, Califòrnia. Estava al costat de la línia ferroviària de la Southern Pacific avui dia abandonada, a 32 milles (51 km) nord/nord-est de Susanville, a una alçària de 1.617 m. Aquesta ciutat es troba a cavall de l'autopista 395 al nord de Ravendale.
Fou l'estació terminal original de la línia Nevada-California-Oregon Railway l'any 1900, abans que la línia s'estengués cap al nord. El 1908 hi obrí una línia de correus que tancà el 1914, i reobrí el 1915.